# Montgomery (village, New York)
Pour les articles homonymes, voir Montgomery.
Ne doit pas être confondu avec Montgomery (New York).
Montgomery est un village du comté d'Orange, dans l'État de New York, aux États-Unis,. En 2010, il comptait une population de 3 814 habitants.

## Démographie
Lors du recensement de 2010, le village comptait une population de 3 814 habitants, tandis qu'elle est estimée en 2019 à 4 528 habitants.